# Séquestrant

Complexe chélate de l'EDTA avec un cation métallique

Un séquestrant, ou agent séquestrant, est un ligand qui forme des complexes très stables avec des ions métalliques qu'il rend inactifs du point de vue chimique. 
L'acide éthylène-diamine-tétraacétique (EDTA) et les tripolyphosphates tels que le triphosphate de sodium sont des exemples de séquestrants.
Les séquestrants sont donc en quelque sorte des agents conservateurs et des antioxydants.

## Utilisation dans les aliments
Un séquestrant est un additif alimentaire dont le rôle est d'améliorer la qualité et la stabilité de produits alimentaires.
Les ions métalliques, tels que le cuivre, le fer et le nickel servent comme catalyseurs dans l'oxydation des matières grasses. Les séquestrants limitent donc la disponibilité de ces cations.
Les séquestrants communs utilisés dans les aliments sont :
- Acide éthylène-diamine-tétraacétique (EDTA) (E385)
- Glucono delta-lactone (E575)
- Gluconate de sodium (E576)
- Gluconate de potassium (E577)
- Gluconate de calcium (E578)
- Acide citrique (E330)
- Acide phosphorique (E338)
- Acide tartrique (E334)
- Bitartrate de potassium (E336(i))
- Acétate de sodium (E262)
- Sorbitol (E420)